# Canonici regolari di Santa Croce di Mortara
La Mortariensis Ecclesia è stata una congregazione di canonici regolari, nata presso la chiesa di Santa Croce di Mortara; i suoi canonici sono anche detti mortariensi, e vivevano osservando la regola di sant'Agostino. La canonica mortariense è sorta nel 1083 e si unì nel 1449 a quella lateranense.

## Storia
Nel 1080 Adamo da Mortara fece costruire sulla propria terra una grandiosa chiesa dedicata alla Santa Croce con annesso un monastero. Il complesso monastico sorgeva su una vasta area, successivamente denominata la Braida di Santa Croce, che si estendeva nella zona dell'attuale stazione ferroviaria di Mortara e confinava con le strade per Vercelli e Casale Monferrato. Inizialmente Adamo affidò gli edifici a monaci probabilmente provenienti da un cenobio dedicato a san Michele. Si pensava che il monastero fosse stato retto dai cistercensi, ma ciò è altamente improbabile. Verso il 1083 i monaci furono allontanati e sostituiti da una comunità di chierici locali guidata dall'anziano Gandolfo da Garlasco. Questi monaci avevano tra i loro precetti di vita anche la regola di Sant'Agostino e presero il nome di Canonici Mortariensi; assunsero, come attività, l'assistenza ai pellegrini sulla strada tra Mortara e Parma. I privilegi concessi da papa Gregorio VII ai canonici furono tali che la canonica di Santa Croce divenne meta di numerosi pellegrinaggi e abbondanti elemosine; per questi motivi la reputazione crebbe notevolmente e il complesso monastico divenne grandioso e fu abbellito con preziosi arredi.
Subito dopo Gandolfo, fu eletto preposito di Santa Croce Airaldo, poi elevato alla sede episcopale di Genova. Il numero dei canonici crebbe rapidamente e fu presto possibile fare altre fondazioni lungo l'itinerario: sotto il governo di Airaldo si aggregarono alla congregazione i priorati di Sant'Andrea di Ticineto, Santa Maria di Carbonara e Sant'Andrea di Clengo. Il 14 settembre 1096 papa Urbano II, di rientro dalla Francia, consacrò solennemente un altare (probabilmente quello maggiore) della chiesa della Santa Croce, dedicandolo alla Santa Croce, a Maria Santissima e agli Apostoli. Il monastero ricevette la visita anche di papa Innocenzo II che, nel 1132, consacrò la chiesa, la cui costruzione era ormai ultimata.

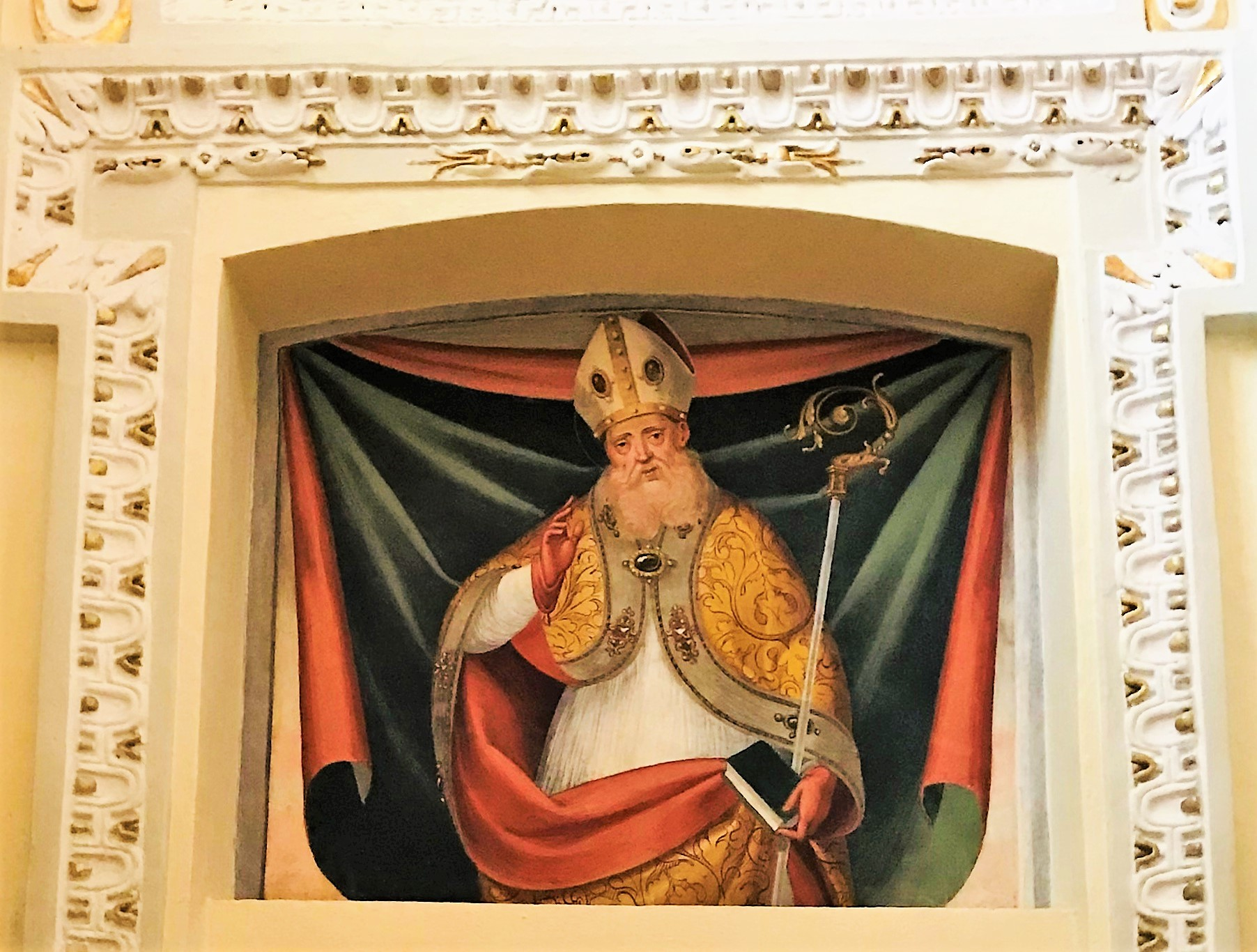
Affresco di sant'Alberto Avogadro (XV-XVI secolo), trasferito dall'antica canonica extramuraria di Santa Croce, alla cinquecentesca abbazia

Grazie alla protezione apostolica, conferita da Innocenzo II il 30 novembre 1134, possiamo conoscere i tratti qualificanti della regola mortariense, nonostante manchino documenti precisi sulle istituzioni della vita canonicale: i canonici vivevano secondo il principio dell'unanimità delle decisioni, era loro impedito l'abbandono del chiostro senza il permesso del preposito e al loro ingresso nella comunità lasciavano ogni bene materiale alla canonica. Erano ammessi anche i laici che, pur avendo vissuto una vita secolare, fossero desiderosi di abbracciare le norme di vita e di povertà personale della comunità. Nel privilegio di Innocenzo II viene anche confermato l'ordo canonicus e, fatto molto rilevante, non viene citato in alcun modo l'ordine agostiniano. 
La comunità mortariense ricevette il 29 novembre 1168 un privilegio da Alessandro III in cui per la prima volta si legge la clausola di adesione all'ordo canonicus della regola agostiniana. Ciò fa intendere che, fino a tale privilegio, i mortariensi non avevano adottato la regola agostiniana come loro unico modello di vita canonicale. In questo modo sono ulteriormente sancite l'importanza e l'autonomia della Ecclesia mortariensis all'interno delle strutture ecclesiastiche del XII secolo. Il privilegio di Alessandro III sancisce la dipendenza diretta della Mortariensis Ecclesia dalla Sede Apostolica e non più dal vescovo diocesano.
I pontefici dell'XI e del XII secolo tennero sempre in grande considerazione la Mortariensis Ecclesia, in quanto viveva un'esperienza canonicale che rispettava il desiderio dei papi di ritornare alla purezza originaria della comunità cristiana. I canonici erano inoltre esperti di questioni giuridiche e canoniche, tanto che i pontefici li consultavano in processi e contenziosi tra monasteri, capitoli cattedrali ed ecclesiastici.
Sotto Innocenzo II la congregazione contava già 14 monasteri e sotto Urbano III erano 42. Alla fine del XII secolo, le dipendenze dei canonici regolari di Santa Croce erano situate nelle diocesi di Milano, Pavia, Novara, Vercelli, Ivrea, Torino, Alba, Asti, Acqui, Tortona, Genova, Piacenza e di Parma.
Il 13 giugno 1221 papa Onorio III introdusse i canonici di Santa Croce nel cenobio di San Pietro in Ciel d'Oro di Pavia, in grave crisi e decadenza. Il preposto di Santa Croce, Palmerio, divenne preposto anche del monastero pavese. Nel 1228 papa Gregorio IX intimò ai priori di tutte le comunità mortariensi l’obbedienza all’abate della chiesa di San Pietro in Ciel d'Oro, che doveva diventare la nuova sede generalizia dell’ordine mortariense (dagli anni trenta del XIII secolo non si userà più il termine di Mortariensis Ecclesia, ma di ordo). La volontà papale di trasferire il centro dell’ordine a Pavia creò non pochi disordini interni alla congregazione. L’abate di san Pietro godeva degli stessi privilegi del preposto di Santa Croce. Nel 1237 Gregorio IX ritrasferì a Mortara il centro della congregazione, conferendo al preposto i privilegi personali del pastorale e dell’anello.
I mortariensi possedevano un vastissimo patrimonio terriero e la loro opera fu molto importante anche per lo sviluppo dell'agricoltura, soprattutto nella sabbiosa terra di Lomellina. Facevano provenire dalla Valle d'Aosta le pietre per costruire le macine e realizzarono un primo sistema di irrigazione lomellino, su cui successivamente intervenne Leonardo da Vinci, per la razionalizzazione delle acque territoriali. Del sistema di irrigazione mortariense, che attingeva l'acqua dall'Agogna, non rimane oggi traccia.

### La decadenza
Dopo la grande fioritura iniziale, all'inizio del XV secolo, guerre e disordini politici causarono una notevole diminuzione delle nuove fondazioni e molte case caddero sotto il regime della commenda.
La città di Mortara era teatro di numerosi scontri e la canonica di Santa Croce, trovandosi al di fuori delle fortificazioni cittadine, era soggetta a decadenza.
Uno degli aspetti che favorirono la decadenza fu anche la carica del preposto, che era un titolo a vita e che divenne ben presto un privilegio dinastico, tanto che per lungo tempo si succedettero preposti appartenenti alla stessa famiglia. Anche l'età avanzata di alcuni preposti impediva all'ordine di avere una rappresentanza in importanti eventi della vita religiosa (come accadde ad esempio per il Concilio di Basilea).
Nel 1440 fu nominato preposto Raffaele Salviati d'Altomonte, padre domenicano che lasciò il proprio ordine per condurre la chiesa mortariense, probabilmente mandato dal papa per avviare la necessaria restaurazione dei canonici. Nel tentativo di riportare l'ordine e l'osservanza nella congregazione, nel 1448 Salviati convocò l'ultimo capitolo generale in San Matteo a Tortona, ma non fu possibile applicare i previsti decreti di riforma.
Salviati si recò allora a Roma e nel 1449 chiese ai canonici lateranensi di aggregare la sua congregazione alla loro. Papa Nicolò V, con bolla dell'8 febbraio 1449, sancì l'integrale passaggio della canonica mortariense in quella lateranense. Il superiore generale dei lateranensi, don Benedetto di Piacenza, si recò personalmente a Mortara per prender possesso della chiesa di Santa Croce, ma riuscì nel suo intento solo dopo l'intervento armato delle truppe dell'ufficiale veneziano Giacomo Marcello, amico degli Sforza.
A Mortara rimasero pochi canonici, guidati da un abate mitrato e da un priore. I canonici provvidero ad abbellire la chiesa extramuraria con alcune opere d'arte, ma verso la fine del Cinquecento, l'antica canonica era ormai in rovina e i padri vi si recavano solo per la celebrazione degli uffici sacri, tanto che dal 1556 avevano trovato un provvisorio alloggio entro le mura della città.
Nel 1595 iniziarono i lavori di edificazione di una nuova chiesa, posta all'interno delle mura della città, che fu dedicata alla Santa Croce, in onore della vecchia canonica, completamente distrutta per lasciar posto a nuove fortificazioni e baluardi. In questa chiesa confluì parte del materiale murario dell'antica canonica: fino al secolo scorso era conservata all'esterno dell'abside la croce di granito, aspersa durante la consacrazione dell'antico altare da parte di Innocenzo II. Sono ancora visibili un affresco raffigurante Sant'Agostino di Ippona, staccato dall'antico cenobio e ricollocato nella nuova abbazia, una reliquia marmorea su cui è impresso il piede del Redentore (probabilmente dono di Sant'Alberto di Gerusalemme e proveniente dalla Terra santa) e una pala d'altare di Bernardino Lanino, raffigurante l'adorazione dei Magi. Anche l'antico organo a canne fu rimontato nella nuova abbazia, con l'aggiunta di quattro ante decorative, affrescate nel 1545 e ancora oggi visibili nella sacrestia dell'abbazia. L'organo andò poi perduto e sostituito nel 1868.
La soppressione definitiva della canonica mortarese avvenne nel 1798 con la bolla di papa Pio VI che imponeva che i lateranensi lasciassero i domini di casa Savoia.
Il palazzo lateranense, annesso alla chiesa abbaziale e canonica dalla fine del Cinquecento, è stato prima sede della municipalità repubblicana, poi delle scuole cittadine ed è ora in disuso. La chiesa abbaziale è invece parrocchia, aperta al culto.
Nel 1932 a Mortara, in quella che era Piazza dei Mortariensi (oggi Piazza Vittorio Emanuele II) fu installata una lapide commemorativa degli ottocento anni dalla consacrazione di Innocenzo II. La lapide recita: La sede del glorioso Ordine Mortariense, luce di Santi, araldo di fede, di studi, di arte, dall'Italia Cisalpina alla Corsica, dedicata al nome fatidico della S. Croce, il 14 settembre 1096 da S.S. Urbano II pontificante, in splendida corte di cardinali e principi crociati, fu solennemente consacrata il 23 aprile 1132 dal pontefice massimo Innocenzo II. Il 23 aprile 1932, nell'VIII centenario.

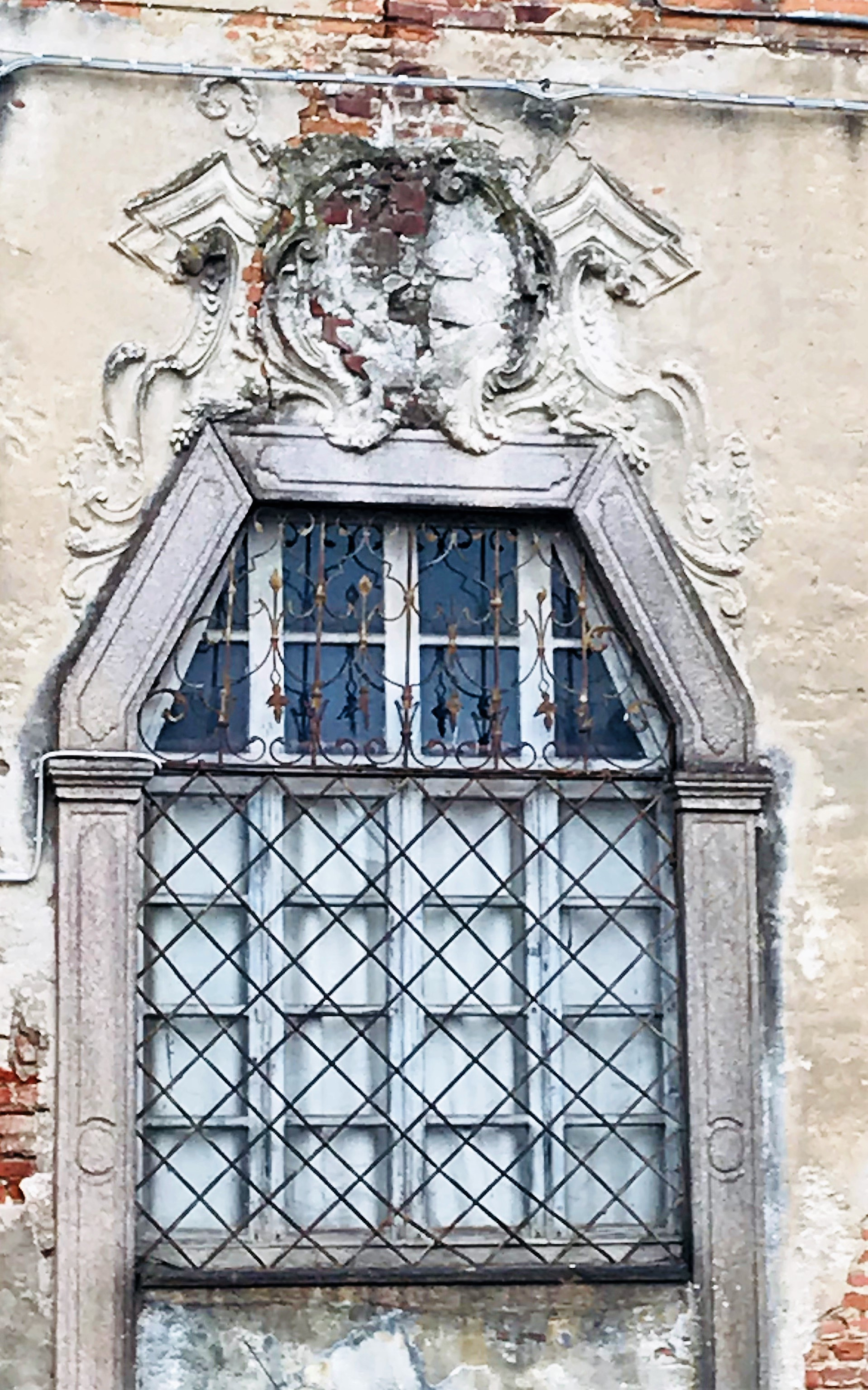
Ciò che resta di un'antica finestra del palazzo lateranense con l'arma abbaziale mortariense

## Cronotassi dei preposti di Santa Croce[3].
- Gandolfo da Garlasco (1083)
- Airaldo Guaracco (1086-1097)
- Bernardo Lonati (1102-1118)
- Alfano Confalonieri (1119-1140)
- Oberto (1140-1153)
- Bonifacio (1159-1172)
- Nicolao (1172-1199)
- Palmerio (1201-1233)
- Emanuele (1234)
- Girardo (1235)
- Guglielmo (dubbio, 1268)
- Enrico (1285)
- Opizio da Gambarana (1301-1321)
- Ghione da Gambarana (1325-1335)
- N. N. preposto antiscismatico eletto dall'antipapa Niccolò V e subito deposto
- Giacomo Peloso da Santa Vittoria (1342)
- Guido da Gambarana (1376)
- Galeazzo, conte di Gambolò (1392-1438)
- Raffaele Salviati d'Altomonte Calabro (1440-1448)

## Canonici illustri
- Adamo (o Adami) da Mortara, fondatore (1080)
- San Guarino Foscherari, cardinale e vescovo di Palestrina (1144)
- Beato Tommaso da Milano, cardinale.
- Gherardo Caccianemici, papa Lucio II (1144)
- Airaldo da Caltignaga, arcivescovo di Genova (1099)
- Sant'Alberto Avogadro, patriarca di Gerusalemme (1205)
- Alfano, vescovo di Pavia (1139)
- Oberto, vescovo di Tortona
- Jacopo, arcivescovo di Genova (1341)
- Uberto Rocca, vescovo di Bobbio
- Radulo, vescovo di Piacenza
- Andrea Billia, cronista
- Beato Franceschino da Casale.